# Lindeherculesje
Het lindeherculesje (Selenia lunularia) is een nachtvlinder uit de familie Geometridae, de spanners. De voorvleugellengte bedraagt tussen de 16 en 22 millimeter. De soort komt voor in Europa, Noord-Afrika en het westen van Azië. De vlinder vliegt laat in de nacht en komt op licht. De soort overwintert in de grond als pop.
Men onderkent de ondersoort S. l. kuldjana (Wehl, 1940) in het westen van Azië.

## Waardplanten
Het lindeherculesje heeft diverse loofbomen als waardplant, en dus niet alleen linde zoals de naam suggereert.

## Voorkomen in Nederland en België
Het lindeherculesje is in Nederland en België een zeldzame vlinder, die vooral wordt gezien langs de kust en ook lokaal op zandgronden. De vlinder kent twee generaties die vliegen van halverwege april tot eind mei en van juni tot halverwege augustus.